# 보면 안다
"보면 안다"("I know it when I see it")라고 하는 문구는 비록 범주가 주관적이거나 명확하게 정의된 매개변수가 부족함에도 불구하고 화자가 관찰 가능한 사실이나 사건을 범주화하려고 시도하는 구어체 표현이다. 이 문구는 1964년 미국 대법원 판사인 Potter Stewart가 Jacobellis v. Ohio. 사건에서 문제가 된 자료가 Roth 테스트에서 외설적이지 않은 이유를 설명하면서 검열할 수 없는 보호된 발언인 이유를 설명할 때 사용되었다.
이 표현은 대법원 역사상 가장 잘 알려진 문구 중 하나가 되었다. 스튜어트가 "외설"에 대한 테스트로 "보면 안다"라고 널리 인용되지만, 그는 짧은 동의에서 "외설"이라는 단어를 사용하지 않았습니다. 그는 그것을 볼 때만 "하드코어 포르노"의 "간단한 설명"에 맞는 것이 무엇인지 안다고 말했다.